# San Julián de Banzo
San Julián de Banzo (en aragonés San Chulián de Banzo) es una localidad de la comarca Hoya de Huesca, que pertenece al municipio de Loporzano en la provincia de Huesca, España, su distancia a Huesca es de 22 km.

## Demografía
| 1970 | 2000 | 2002 | 2004 | 2006 | 2008 | 2010 |
| ---- | ---- | ---- | ---- | ---- | ---- | ---- |
| ?    | 40   | 38   | 37   | 35   | 33   | 33   |